# Equipo Kern Pharma/Saison 2022
Diese Liste beschreibt die Mannschaft und die Siege des Radsportteams Equipo Kern Pharma in der Saison 2022.

## Mannschaft
| Teamkader 2022          | Teamkader 2022     | Teamkader 2022 | Teamkader 2022                       |
| Name                    | Geburtsdatum       | Land           | Vorheriges Team                      |
| ----------------------- | ------------------ | -------------- | ------------------------------------ |
| Roger Adrià             | 18. April 1998     | Spanien        | Lizarte (2019)                       |
| Jon Agirre              | 10. September 1997 | Spanien        | Baqué Ideus BH (2019)                |
| Sergio Araiz            | 29. April 1998     | Spanien        | Lizarte (2019)                       |
| Igor Arrieta            | 8. Dezember 2002   | Spanien        | Lizarte (2021)                       |
| Urko Berrade            | 28. November 1997  | Spanien        | Euskadi Basque Country-Murias (2019) |
| Héctor Carretero        | 28. Mai 1995       | Spanien        | Movistar Team (2021)                 |
| Jaime Castrillo         | 13. März 1996      | Spanien        | Movistar Team (2019)                 |
| Iván Cobo               | 2. Januar 2000     | Spanien        |                                      |
| Francisco Galván        | 1. Dezember 1997   | Spanien        | Lizarte (2019)                       |
| Carlos García Pierna    | 23. Juli 1999      | Spanien        | Kometa U23 (2019)                    |
| Raúl García Pierna      | 23. Februar 2001   | Spanien        | Lizarte (2020)                       |
| Álex Jaime              | 29. September 1998 | Spanien        |                                      |
| Diego López             | 9. Dezember 1997   | Spanien        | Euskaltel-Euskadi (2020)             |
| Jordi López Caravaca    | 14. August 1998    | Spanien        | Lizarte (2019)                       |
| Martí Márquez           | 9. Februar 1996    | Spanien        | Lizarte (2019)                       |
| Daniel Méndez Noreña    | 2. Juni 2000       | Kolumbien      | AV Villas (2019)                     |
| Pau Miquel              | 20. August 2000    | Spanien        | Lizarte (2021)                       |
| Iván Moreno             | 27. Mai 1996       | Spanien        | Lizarte (2019)                       |
| Savva Novikov           | 27. Juli 1999      | Russland       | CCC Development (2020)               |
| José Félix Parra        | 16. Januar 1997    | Spanien        | Lizarte (2019)                       |
| Vojtěch Řepa            | 14. August 2000    | Tschechien     | Topforex-Lapierre (2020)             |
| Ibon Ruiz               | 30. Januar 1999    | Spanien        | Lizarte (2019)                       |
| Eugenio Sánchez         | 10. März 1999      | Spanien        |                                      |
| Danny van der Tuuk      | 5. November 1999   | Niederlande    | Metec-TKH-Mantel (2020)              |
|                         |                    |                |                                      |
| Quelle: ProCyclingStats |                    |                |                                      |

## Siege
| Siege    | Siege                                                  | Siege      | Siege  | Siege              | Siege |
| Datum    | Rennen                                                 | Staat      | Klasse | Sieger             |       |
| -------- | ------------------------------------------------------ | ---------- | ------ | ------------------ | ----- |
| 17. Jun. | Route d'Occitanie, 2. Etappe                           | Frankreich | 2.1    | Roger Adrià        |       |
| 24. Jun. | Spanische Meisterschaften, Einzelzeitfahren der Männer | Spanien    | CN     | Raúl García Pierna |       |